# Арлате (Леко)
Арлате је насеље у Италији у округу Леко, региону Ломбардија.
Према процени из 2011. у насељу је живело 1472 становника. Насеље се налази на надморској висини од 235 м.